# IC 1303
IC 1303 је спирална галаксија у сазвјежђу Лабуд која се налази на листи објеката дубоког неба у Индекс каталогу.
Деклинација објекта је + 35° 52' 33" а ректасцензија 19h 31m 30,2s. Привидна величина (магнитуда) објекта IC 1303 износи 13,9 а фотографска магнитуда 14,6. IC 1303 је још познат и под ознакама UGC 11452, MCG 6-43-4, IRAS 19296+3546, PGC 63328.